# Década de 1980 nos Estados Unidos
Esta é uma cronologia da década de 1980 nos Estados Unidos.

## 1980
- 13 de fevereiro: Iniciam os XIII Jogos Olímpicos do Inverno em Lake Placid, Nova Iorque.[1]
- 22 de fevereiro: A Seleção dos Estados Unidos de Hóquei no Gelo vence a União Soviética no semifinal dos Jogos Olímpicos de Inverno, sendo conhecido como Milagre no Gelo (Miracle on Ice).
- 21 de março: Presidente Jimmy Carter anuncia um boicote norte-americano aos Jogos Olímpicos de Verão em Moscou como forma de protesto à Invasão Soviética do Afeganistão.
- 7 de abril: Presidente Jimmy Carter rompe as relações diplomáticas com o Irã devido à Crise de reféns no Teerã.[1][2][3]
- 12 de abril: O Comitê Olímpico dos Estados Unidos vota por não participar dos Jogos Olímpicos de Verão de Moscou.[4][5]
- 4 de novembro: É realizada a eleição presidencial. O candidato republicano Ronald Reagan é eleito presidente dos Estados Unidos, derrotando Jimmy Carter.[1][4][6]
- 8 de dezembro: O músico inglês John Lennon é assassinado por um fã, Mark Chapman, na cidade de Nova Iorque.[1]

## 1981
- 20 de janeiro: Ronald Reagan toma posse como o 40º Presidente dos Estados Unidos, substituindo Jimmy Carter.[1][7]
- 20 de janeiro: Cinquenta e dois reféns norte-americanos são libertados após os 444 dias de sequestro no Irã.[4][7][8][9]
- 19 de março: Três operários morrem e cinco ficam feridos durante um teste do ônibus espacial Columbia.
- 30 de março: Presidente Ronald Reagan é baleado no peito por John Hinckley Jr., em um hotel de Washington, DC e sobrevive a tentativa de assassinato.[4][8][10][11]
- 12 de abril: O ônibus espacial norte-americano Columbia faz seu primeiro voo.[12]
- 24 de abril: Presidente Ronald Reagan aumenta o embargo do trigo imposto à então União Soviética.[12]
- 24 de agosto: Em Nova Iorque, Mark Chapman é condenado à prisão perpétua pelo assassinato do músico britânico John Lennon.[13]
- 21 de setembro: Sandra Day O'Connor, nomeada pelo presidente Ronald Reagan, torna-se a primeira mulher a ser o membro da Suprema Corte dos Estados Unidos.[4]

## 1982
- 29 de junho: A primeira sessão do Tratado de Redução de Armas Estratégicas (Strategic Arms Reduction Treaty, START) entre os Estados Unidos e a União Soviética ocorre em Genebra, Suíça.[14][15]
- 9 de julho: Voo Pan Am 759 colide em Kenner, Louisiana, matando 146 a bordo e oito no chão.
- 2 de novembro: É realizada a eleição geral.[16]
- 2 de dezembro: Barney Clark, dentista aposentado de 61 anos, torna-se a primeira pessoa a receber um coração artificial permanente, em Salt Lake City.[4]
- 7 de dezembro: A primeira executação dos Estados Unidos por injeção letal é realizada no Texas.

## 1983
- 23 de março: Iniciativa Estratégica de Defesa: Presidente Ronald Reagan faz sua proposta inicial para desenvolver tecnologia para interceptar mísseis inimigos.
- 12 de abril: Harold Washington é eleito como o primeiro prefeito afro-americano de Chicago.
- 18 de junho: Sally Ride torna-se a primeira mulher norte-americana a ir ao espaço quando o ônibus espacial Challenger é lançado de Cape Canaveral, Flórida.[17][18]
- 18 de agosto: O furacão Alicia atinge a costa do Texas, matando 22 pessoas.
- 23 de outubro: Dois atentados terroristas contra os quartéis da Corpo de Fuzileiros Navais dos Estados Unidos e do Exército Francês, no Aeroporto Internacional de Beirute, matam 241 norte-americanos, 58 franceses, 6 civis e dois terroristas durante a Guerra Civil Libanesa.[10][18][19]
- 25 de outubro: Forças norte-americanas invadem a ilha caribenha de Granada.[18]

## 1984
- 10 de janeiro: O governo norte-americano anuncia o reatamento das relações diplomáticas com o Vaticano.[20]
- 7 de fevereiro: Presidente Ronald Reagan ordena a retirada das forças norte-americanas do Líbano.[10][20]
- 28 de julho: Iniciam os Jogos Olímpicos de Verão em Los Angeles.[17][21]
- 12 de agosto: Terminam os Jogos Olímpicos de Verão em Los Angeles.[17]
- 2 de novembro: Velma Barfield, a primeira mulher a receber a pena de morte desde 1976, é executada na Carolina do Norte.
- 6 de novembro: É realizada a eleição presidencial. Ronald Reagan é reeleito presidente dos Estados Unidos, derrotando o vice-presidente, Walter Mondiale.[17][21]

## 1985
- 20 de janeiro: Presidente Ronald Reagan começa seu segundo mandato.[21][22]
- 19 de fevereiro: William J. Schroeder torna-se o primeiro paciente de coração artificial a deixar o hospital.[22]
- 4 de março: A Administração de Alimentos e Medicamentos (Food and Drug Administration) aprova um exame de sangue para a AIDS, usado desde então para selecionar todas as doações de sangue nos Estados Unidos.[22]
- 12 de março: Os Estados Unidos e a União Soviética iniciam uma do primeiro Tratado de Redução de Armas Estratégicas (START I) em Genebra.[21]
- 15 de março: O primeiro nome do domínio da Internet registrado é symbolics.com.
- 10 de junho: Thomas Sutherland torna-se o oitavo norte-americano a ser sequestrado pelo palestinos no Líbano.[23]
- 20 de agosto: Inicia o Irã-Contras, um escândalo de corrupção nos Estados Unidos.

## 1986
- 20 de janeiro: O Dia de Martin Luther King, um feriado nacional, é estabelecido.
- 24 de janeiro: A sonda espacial norte-americana Voyager 2 passa a 82.000 km do planeta Urano.
- 28 de janeiro: O ônibus espacial Challenger explode 73 segundos após ter sido lançado do Cabo Canaveral, matando sete astronautas a bordo.[10][23][24]
- 3 a 6 de julho: Os norte-americanos celebram o 100° aniversário da Estátua da Liberdade.[24]
- 11 a 12 de outubro: Presidente Ronald Reagan e o líder sovético Mikhail Gorbachev encontram em Reykjavík, Islândia.[25]
- 25 de novembro: O chefe do Conselho Nacional de Segurança (National Security Advisor), almirante John Poindexter e o tenente-coronel Oliver North são demitidos pelo presidente Ronald Reagan no Caso Irã-Contras.[25]

## 1987
- 4 de março: Presidente Ronald Reagan discursa para nação americana com relação ao escândalo Irã-Contras, admitindo que sua negociações com o Irã tinham se "deteriorado" para um fornecimento de armas.
- 20 de março: A Administração de Alimentos e Medicamentos (Food and Drug Administration) aprova a droga AZT no combate a AIDS.[26]
- 17 de maio: A fragata norte-americana USS Stark é atingida por um míssil antinavio iraquiano Exocet, matando 37 passageiros.[27]
- 10 de setembro: Papa João Paulo II começa a visita aos Estados Unidos por 10 dias.[28]
- 8 de dezembro: O Tratado de Forças Nucleares de Alcance Intermediário é assinado pelos presidentes Ronald Reagan dos Estados Unidos e Mikhail Gorbachev da União Soviética em Washington, DC.[27][28]

## 1988
- 27 de maio: O Tratado de Forças Nucleares de Alcance Intermediário entre Estados Unidos e União Soviética é ratificado pelo Congresso dos Estados Unidos.
- 29 de maio: Presidente Ronald Reagan começa uma visita de quatro dias à cidade russa de Moscou.[29]
- 1 de junho: Entra em vigor o Tratado de Forças Nucleares de Alcance Intermediário entre Estados Unidos e União Soviética.
- 3 de julho: O cruzador norte-americano USS Vincennes derruba com dois mísseis o Voo Iran Air 655 com 290 passageiros a bordo.[10][28][30]
- 8 de novembro: É realizada a eleição presidencial. George H. W. Bush, vice-presidente do governo de Ronald Reagan, é eleito presidente dos Estados Unidos.[28]

## 1989
- 2 de janeiro: Entra em vigor o Tratado de livre comércio entre Canadá e Estados Unidos.[31]
- 20 de janeiro: George H. W. Bush toma posse como o 41° presidente dos Estados Unidos.[29]
- 24 de janeiro: O assassino em série Theodore "Ted" Bundy é executado na Flórida.[29]
- 4 de março: Time Inc. e Warner Communications anunciam seu plano de fusão para a formação da Time Warner.
- 7 de novembro: Douglas Wilder, da Virgínia, é o primeiro governador negro eleito.[32]
- 17 de dezembro: Estreia a série animada Os Simpsons na FOX.[33]
- 20 de dezembro: Tropas norte-americanas invadem o Panamá e prendem o ditador panamenho Manuel Noriega.[30][33][34]
- 20 de dezembro: Linda Bray torna-se a primeira mulher a comandar as forças norte-americanas em combate.[30]